# 亞波里拿留
亚波里拿留（Apollinarius, 310－390），開創了亞波里拿留派，是基督教會敘利亞老底嘉的主教，是亞歷山太派學者。反对耶穌基督有神人二性，他認為基督僅有人的身體與魂，沒有人的靈，乃是以洛格斯（logos）來代替人的靈。亚波里拿留是亞他那修的好友，但受到亞他那修的駁斥。
亞波里拿留（Apollinaris），生卒年據信為主後310-390年。其生平與偉大的亞他那修一樣，奮力鞏固正統基督論而駁斥各種基督從屬論（或譯次位論）。然而真可謂是「成也基督論，敗也基督論」，亞波里拿留一生中最大的爭議正是他被認為鑽牛角尖的基督論。他最終被主後381年的第二次君士坦丁堡大公會議定為有罪。

## 背景
亞波里拿留生於Berytus（今黎巴嫩首都貝魯特），後任老底嘉之主教。其出生和此後大部分年日之行動範圍皆近安提阿，然而他的學術喜好與認同卻不屬乎安提阿學派，反而終其一生投身於亞歷山太學派，應是受父親老亞波里拿留師承亞歷山太學派之影響所致。
主後346年，亞波里拿留曾與父親一同接待自第二次流放中返回的亞他那修，這對父子甚至因此番舉措遭主教喬治驅逐，但這卻沒能阻止亞波里拿留日後成為亞他那修對抗亞流主義之最力助手。 他約於主後360年成為老底嘉主教；主後371年，亞波里拿留在自己的信件中向受信者提到，亞他那修把要寫給別人的信寄給了他，為要得到他的「認同與評論」。 無從確定亞他那修的這封信是在寄給正式受信者之前「先」寄給了亞波里拿留以取得某種認可或保證，亦或是事後寄給他而單單希望獲得他的評注，但可以確定的是，於此時刻，亞波里拿留的基督論思想猶未被認定為異端，「亞他那修也顯然確信他是這方面的專家，是一位可以咨詢的對象。」該撒利亞的巴西流也說，亞波里拿留寫的書把全世界都給填滿了；但他的作品只有部分被保存下來，其言論、想法多散見於他人作品中之引述。

## 神學
亞波里拿留極力地排除亞流之異端思想，然而最終卻在對於基督人魂的性質之看法上與亞他那修及其思想之同人與後繼者產生分歧。簡而言之，就是亞波里拿留認為基督之「魂的最高部分被道取而代之。」 其實，亞波里拿留基督論的絕大部分代表了亞歷山太學派的觀點，亦即基督「在聯合後，神與人成為一性」 因此這並非日後君士坦丁堡大會所譴責並定罪的原因。亞波里拿留的問題是出在因太過強調基督的神性，因而事實上否認了基督整全的人性。他認為，人類是由體、魂及理性魂（或稱靈）這三個獨立的元素所組成，而受到希臘哲學之影響所致，他認為身體，也就是物質本身乃是較低等的人性，而理性魂或所謂靈則為相對高等的人性；而耶穌基督之所以為神聖的乃因他裡面的理性魂事實上是洛格斯，也就是「道」，因而不同於人。同為亞歷山太學派中人的拿先斯的貴格利就認為，亞波里拿留致命的錯誤在於「否認耶穌基督的理性魂（nous），並用洛格斯（logos）來取代它。」 當將耶穌基督之神性說到極致乃至於極端時，幾乎就是否定其人性而成為「基督一性論」了；也可以說，這樣的想法近似於早期的「幻影說」。